# Kosa (Chorwacja)
Kosa – wieś w Chorwacji, w żupanii karlowackiej, w mieście Slunj. W 2011 roku liczyła 15 mieszkańców.